# Iyunga Mapinduzi
Iyunga Mapinduzi ist ein Verwaltungsbezirk (Ward) des Distrikts Mbeya in der gleichnamigen tansanischen Region Mbeya.

## Geografie
Iyunga Mapinduzi liegt im Südwesten von Tansania etwa 15 Kilometer südlich der Regionshauptstadt Mbeya. Der Bezirk hat eine Fläche von 44,6 Quadratkilometern und bei der Volkszählung 2022 lebten hier 7284 Menschen in 1889 Haushalten.

## Gliederung
Der Bezirk besteht aus sechs Gemeinden (Mtaa) mit 35 Orten (Kitongoji):
| Isangati - Isangati A - Isangati B - Isangati C - Ndyeki | Izuo - Izuo A - Izuo B - Izuo C - Mpenye - Ntumba | Igowe - Igowe - Isonganya | Iyunga Mapinduzi - Iyunga A - Iyunga B - Mpande A - Mpande B - Mwasanga A - Mwasanga B - Matenga - Ntyanya | Shuwa - Shuwa A - Shuwa B - Shuwa C - Ilanga A - Ilanga B - Ilanga C - Nsangano - Lupembe - Igagu - Isonso | Madugu - Madugu A - Madugu B - Zola A - Zola B - Shiwele A - Shiwele B |

## Wirtschaft und Infrastruktur
- Bildung: Die 2017 eröffnete Izuo Secondary School ist eine private Internats- und Tagesschule, die Jugendliche bis zur 4. Stufe ausbildet.[6]
- Gesundheit: Im Bezirk befinden sich drei Apotheken, je eine in Isangati[7], Izuo[8] und in Shuwa.[9]

## Sonstiges
Im Jahr 2012 wurde in im Bezirk und in seiner Umgebung mit Solanum umalilaense Manoko ein neues Taxon der Nachtschattengewächse (Solanaceae) beschrieben.